# Benjamin Gompertz
Benjamin Gompertz   (Londres, 5 de març de 1779 - Londres, 14 de juliol de 1865) va ser un matemàtic i demògraf aficionat anglès, conegut per la seva llei de mortalitat.

## Vida i Obra
Gomperz va néixer en una família jueva d'origen holandès que es dedicava al comerç de diamants. Degut al seu origen jueu no va ser admès a cap universitat d'Anglaterra i va estudiar matemàtiques per ell mateix llegint els llibre de Newton, Maclaurin i Emerson.
El 1810, en casar-se amb la germana de Moses Montefiore, va entrar en contacte amb els seus socis, els Rothschild, pels qui va dirigir les empreses asseguradores del seu imperi financer.
Gomperz era, doncs, un actuari pràctic, interessat en les taules de mortalitat per poder calcular les primes de les assegurances de vida. Però va anar més enllà, en intentar establir lleis generals sobre la mort de les persones.

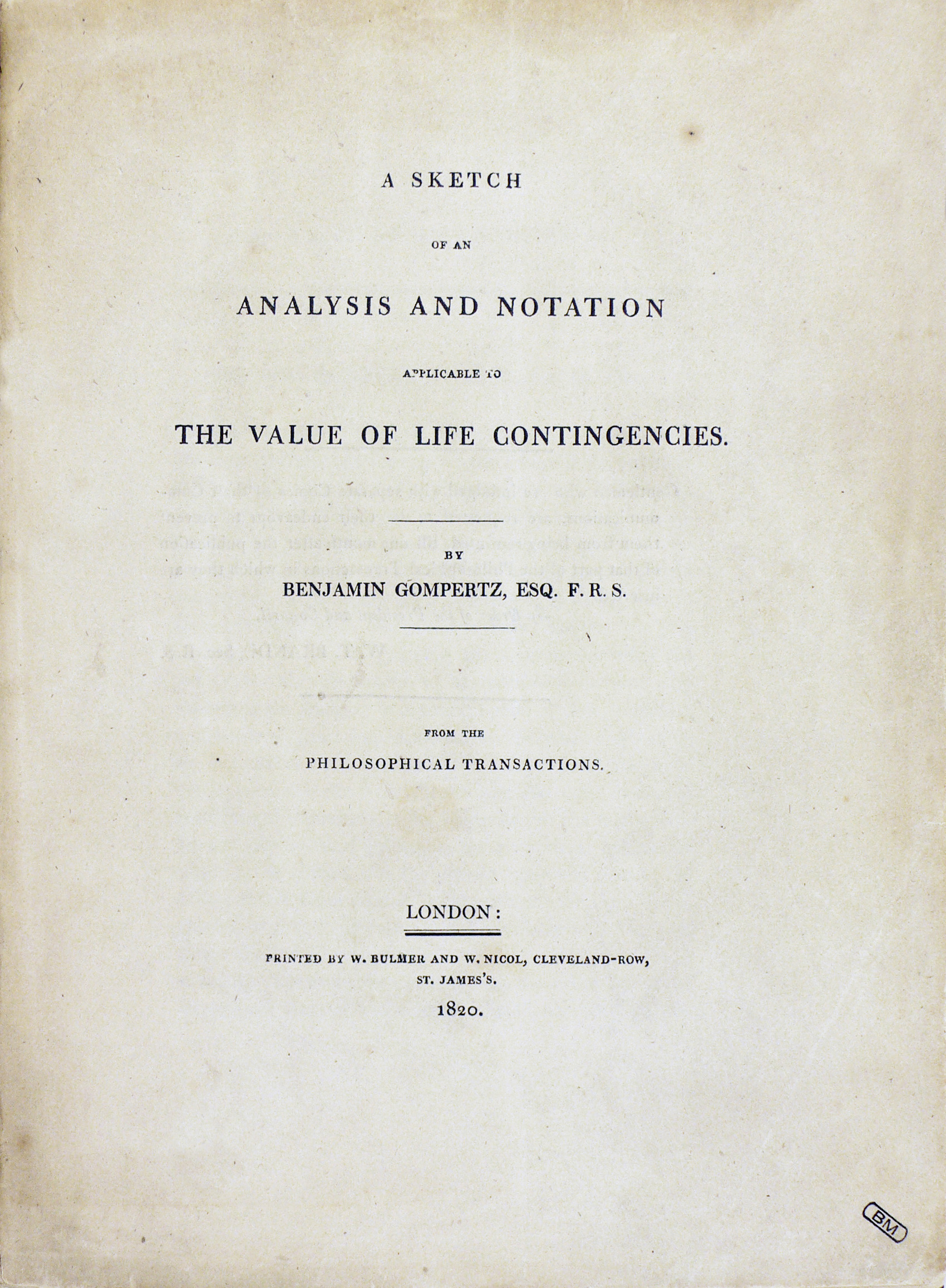
A sketch of an analysis, 1820.

Tot i que també va escriure altres articles matemàtics (sobretot sobre els nombres imaginaris), la importància de Gomperz rau en la seva llei de mortalitat, presentada en una sessió de la Royal Society el 1825 i que avui expressaríem així:
{\displaystyle N(t)=N(0)e^{-c(e^{at}-1)},\ }
on {\displaystyle N(t)} representa el nombre d'individus en cada moment {\displaystyle t} i {\displaystyle a} i {\displaystyle c} són constants matemàtiques.
La intuïció bàsica de Gomperz residia en afirmar que la mortalitat creix en progressió geomètrica, mentre l'edat creix en progressió aritmètica. Per motius desconeguts, aquesta funció s'ajusta força bé a la mortalitat de moltes espècies de les que es tenen dades disponibles, sobre tot a partir de l'edat de maduressa sexual.